# Aiaki
Aiaki (auch: Ijaki) ist ein Ort im südlichen Teil des pazifischen Archipels der Gilbertinseln nahe dem Äquator im Staat Kiribati mit einer Landfläche von 0,2 km². 2020 wurden 222 Einwohner gezählt.

## Geographie
Der Ort liegt im Osten des Atolls Onotoa.
Etwa vier Kilometer nordwestlich liegt der Ort Otowae, und auf der Lagunenseite des Riffsaums gibt es eine Verbindungsstraße, die den Ort mit Tabuarorae im Süden verbindet.

## Klima
Das Klima ist tropisch heiß, wird jedoch von ständig wehenden Winden gemäßigt. Es ist trocken, Dürrezeiten kommen häufig vor. Ebenso wie die anderen Orte der südlichen Gilbertinseln wird Aiaki gelegentlich von Zyklonen heimgesucht.